# Vilnski grajski kompleks
Vilnski grajski kompleks (litovsko Vilniaus pilių kompleksas, Vilniaus pilys) je skupina kulturnih in zgodovinskih struktur na levem bregu reke Neris v bližini njenega sotočja z reko Vilnia v Vilni, Litva. Stavbe, ki so se razvijale med 10. in 18. stoletjem, so predstavljale eno največjih obrambnih struktur Litve.
Kompleks je bil sestavljen iz treh gradov: Zgornjega, Spodnjega in Ukrivljenega (litovsko Kreivoji pilis). Slednjega so leta 1390 požgali Tevtonski vitezi in ni bil nikoli obnovljen.  Vilnske gradove so po letu 1390 večkrat napadli Tevtonski vitezi, vendar niso uspeli zavzeti celotnega kompleksa. Njegovo popolno zajetje se je prvič zgodilo med bitko pri Vilni leta 1655. Kmalu zatem so močno poškodovani gradovi izgubili na pomenu in številne zgradbe so bile opuščene. Med carsko aneksijo je bilo porušenih več zgodovinskih stavb; mnogo več je bilo poškodovanih med gradnjo trdnjave v 19. stoletju.
Danes je preostali Gediminasov stolp glavni simbol mesta Vilne in samega naroda. Letno se 1. januarja na Gediminasovem stolpu dvigne litovska trikolora v počastitev dneva zastave. Kompleks je del Litovskega narodnega muzeja, enega največjih muzejev v državi.

## Zgodovina Zgornjega gradu
En del grajskega kompleksa, ki je bil zgrajen na vrhu hriba, je znan kot Zgornji grad. Hrib, na katerem je zgrajen, je znan kot Gediminasov grič, visok približno 40 metrov in dolg približno 160 metrov.
Arheološki podatki kažejo, da je bilo najdišče zasedeno že od neolitika. Grič je bil okrepljen z obrambnimi lesenimi palisadami, ki so jih v kamnu utrdili v 9. stoletju. Okoli 10. stoletja je bil zgrajen lesen grad, od približno 13. stoletja pa je bil vrh hriba obdan s kamnitimi zidovi s stolpi. V času vladavine Gediminasa je bila Vilnius imenovana za glavno mesto; leta 1323 so grad dogradili in razširili.
Poganska Litva se je več kot dve stoletji bojevala s krščanskimi redovi. Redovi so si prizadevali osvojiti Litvo, češ da je njihova motivacija spreobrnitev poganskih Litovcev v katolištvo. Ko se je Vilna razvila v eno najpomembnejših mest v državi, je postala glavni vojaški cilj. Grajski kompleks je leta 1365, 1375, 1377, 1383, 1390, 1392, 1394 in 1402 napadel Tevtonski red, vendar ga ni nikoli popolnoma prevzel. Najbolj škodljive napade sta leta 1390 med litovsko državljansko vojno (1389–1392) med Vitoldom Velikim in njegovim bratrancem Jagielo vodila maršala Tevtonskega reda Engelhard Rabe von Wildstein in Konrad von Wallenrode. V tej vojaški kampanji so sodelovali številni plemiči iz zahodne Evrope, med njimi Henrik, vojvoda Hereford, bodoči angleški kralj Henrik IV. Angleški s 300 vitezi in Livonski vitezi, ki jim je poveljeval njihov veliki gospodar. V času državljanske vojne je Vitold podpiral napade redov na gradove in v prizadevanju za naslov velikega vojvode Litve sklenil zavezništvo z njimi.
V času napada iz leta 1390 je kompleks obsegal tri dele. Tevtonski vitezi so uspeli zavzeti in uničiti Ukrivljen grad, ki leži na Plešastem griču (litovsko Plikasis kalnas), vendar niso uspeli zajeti drugih. Med napadom iz leta 1394 so bili Vilnski gradovi oblegani več kot tri tedne, eden od njegovih obrambnih stolpov pa je bil poškodovan in padel v reko Neris.
Državljanska vojna med Vitoldom in Jagielom je bila rešena z Astrajskim sporazumom leta 1392 in Vitold je prevzel naslov velikega vojvode. V času njegove vladavine je Gornji grad doživel najpomembnejšo prenovo. Po večjem požaru leta 1419 je Vitold sprožil obnovo Zgornjega gradu, skupaj z utrdbo drugih zgradb v kompleksu. Današnji ostanki Gornjega gradu so iz tega obdobja. Vitold je med državljansko vojno preživel približno štiri leta s Tevtonskim redom. Imel je priložnost preučiti arhitekturo gradov Tevtonskega reda in usvojiti nekatere njihove elemente v svoji rezidenci v Vilni.
Zgornji grad je bil rekonstruiran v gotskem slogu z glaziranimi zelenimi ploščicami na strehi. Dvorana Zgornjega gradu, v drugem nadstropju, je bila največja dvorana (10 x 30 m) znotraj kompleksa; bila je nekaj manjša od dvorane palače Velikega mojstra (15 x 30 m) v Marienburgu in precej večja od dvorane v Knežji palači v otoškem gradu Trakai (10 x 21 m). Obnova gradu se je končala leta 1422. Država je načrtovala, da bo na gradu gostila kronanje razglašenega kralja Vitolda Velikega, kar je zmotila njegova predčasna smrt.
Po 16. stoletju se Zgornji grad ni vzdrževal in postal zanemarjen. Vse do začetka 17. stoletja je bil na Gornjem gradu zapor za plemiče. Kot utrdba je bil zadnjič uporabljen med invazijo Rusov leta 1655, ko je prvič v litovski zgodovini tuja vojska zajela celoten kompleks. Šest let pozneje je poljsko-litovski vojski uspelo zajeti Vilno in gradove. Nato je Zgornji grad ostal zapuščen in ni bil obnovljen. 
Kompleks je med svetovnimi vojnami doživel veliko škodo. Trenutno stoji samo zahodni stolp, znan kot Gediminasov stolp. Je simbol Vilne in Litve. Preživelo je le nekaj ostankov grajskega stanovanjskega stolpa in drugih stolpov.

## Zgodovina Spodnjega gradu
Edine prostostoječe strukture, ki so ostale nedotaknjene, so tiste na Spodnjem gradu. 
Dve glavni zgradbi Spodnjega gradu sta palača velikih vojvod Litve in Vilnska stolnica.

### Palača velikih vojvod Litve
Prvotno je bila zgrajena v 15. stoletju za vladarje Velikega vojvodstva Litve in bodoče kralje Poljske. Palača, ki je na Spodnjem gradu Vilne, se je z leti razvijala in se sijala v 16. in sredi 17. stoletja. Štiri stoletja je bila palača politično, upravno in kulturno središče Poljsko-Litovske skupnosti. Porušena je bila leta 1801. Delo na novi palači se je začelo leta 2002 na mestu prvotne zgradbe in je bilo potrebnih 16 let, da so jo leta 2018 dokončali.

### Vilnska stolnica
Obstajajo dokazi, da se je v predkrščanskih časih na tej lokaciji častilo poganskega boga groma, Perkūnas. Predlagano je, da je litovski kralj Mindaugas leta 1251 zgradil prvo stolnico kot mesto svojega krsta. Po smrti Mindaugasa leta 1263 se je stolnica vrnila k čaščenju poganskih bogov.
Leta 1387, leta, ko je Litva uradno sprejela v krščanstvo, je bila zgrajena druga gotska stolnica s petimi kapelami. Leta 1419 je zgorela. Na istem mestu je Vitold zgradil večjo gotsko stolnico. Leta 1522 je bila obnovljena, pisni viri pa prvič omenjajo zvonik. Zvonik je bil zgrajen na mestu obrambnega stolpa Spodnjega gradu okoli 15. stoletja. Po požaru leta 1530 je bila stolnica spet obnovljena, od 1534 do 1557 pa so dodali še kapele in kripte. V tem obdobju je pridobila arhitekturne značilnosti, povezane z renesanso. Po požaru leta 1610 so jo ponovno obnovili in dogradili oba sprednja stolpa. Še večkrat je bil obnovljena in okrašena.
V kripti katedrale je pokopanih več pomembnih zgodovinskih osebnosti, med njimi Vitold Veliki (1430), njegov brat Sigismund (1440), bratranec Švitrigaila (1452), sveti Kazimir (1484), Aleksander (1506) in dve ženi Sigismunda Augusta: Elizabeta Habsburška (1545) in Barbara Radziwiłł (1551). 
Stolnica je bila v 1950-ih spremenjena v posvetne namene. Ponovna posvetitev cerkve v poznih 1980-ih je bila slavnostna prelomnica v sodobni litovski zgodovini.

### Arzenala
Vilnski grajski kompleks je imel v svoji zgodovini dva arzenala - tako imenovani Novi in Stari. Stari Arzenal je bil ustanovljen v 15. stoletju, v času vladavine Vitolda Velikega. Razširili so ga v času vladavine Sigismunda I. in to delo je nadaljeval njegov sin Sigismund II. Avgust. Med obnovo iz 16. stoletja je bilo zgrajeno novo krilo; sredi 16. stoletja in na začetku 17. stoletja sta bili zgrajeni še dve krili. Po sodobnih navedbah je takratni Stari Arzenal hranil okoli 180 težkih topov.
Novi Arzenal je bil ustanovljen v eni najstarejših grajskih stavb v 18. stoletju po naročilu velikega hetmana Litve Kasimirja Oginskega. Stavba, v kateri so živeli vojaki, je dobro ohranjena. Zunanja stena je bila del sistema obrambnih zidov. V 16. stoletju je njen stolp vodil ladje po reki Neris. V arzenalu so bile občasno tudi upravne pisarne gradu.
V času carske vladavine so bili v obeh arzenalih vojaki in vojaški material. Stavbe so utrpele veliko škodo med drugo svetovno vojno; nekateri deli so bili obnovljeni po drugi svetovni vojni ter v letih 1987 in 1997. V arzenalu sta zdaj Muzej uporabne umetnosti in Litvanski narodni muzej.

## Sodobni razvoj
Gediminasov stolp je prevladujoč in značilen objekt na obzorju starega mesta. Opazovalna ploščad na njegovem vrhu ponuja panoramski pogled na Vilno. Leta 2003 je stolp v sklopu praznovanj okrog 750. obletnice kronanja Mindavgasa z gradnjo dvigala postal bolj dostopen. Med 30-sekundno vožnjo se povzpne približno 70 metrov in sprejme šestnajst potnikov. Na vrhu stolpa so 1. januarja 1919 prvič dvigali litovsko trobojnico. V počastitev tega dogodka je 1. januar dan zastave, litovska zastava pa je slovesno dvignjena na stolpu, pa tudi drugod v Litvi. 7. oktobra 1988 se je med prizadevanjem Litve za ponovno vzpostavitev neodvisnosti v grajskem kompleksu zbralo 100.000 ljudi, ko so zastavo ponovno dvignili. Stolp in hrib z zastavo, dvignjeno na vrhu, sta simbola litvanske državnosti in njenega boja za neodvisnost.
Po končanem konzervatorskem delu leta 1968 na Gediminasovem stolpu je postal podružnica Litovskega muzeja. V prvem nadstropju stolpa so razstavljene fotografije o Vilni v 19. in 20. stoletju ter modeli zgodovinske Vilne in grajskega kompleksa. V drugem nadstropju so zastave, ki jih je med bitko pri Grunwaldu uporabljala vojska Vitolda Velikega, skupaj z avtentičnim orožjem, ki se je uporabljalo od 13. do 18. stoletja.
Druge ohranjene zgradbe grajskega kompleksa so pisarne litovskega Narodnega muzeja ter njegovih oddelkov za arheologijo in numizmatiko ter Muzeja uporabne umetnosti. Muzej vsebuje približno milijon artefaktov, ki zajemajo širok zgodovinski spekter. Zbirka zajema kose iz litovske prazgodovine, kovance, ki so jih uporabljali skozi celotno zgodovino Litve in številne artefakte iz srednjega veka in poznejše. Muzej letno obišče približno 250.000 turistov.